# Gale Gillingham
(en) Statistiques sur pro-football-reference
Gale Herbert Gillingham (né le 3 février 1944 à Madison et décédé le 20 octobre 2011 à Little Falls) est un joueur américain de football américain. Il est considéré comme l'un des meilleurs joueurs de ligne offensive de l'histoire des Packers de Green Bay.

## Enfance
Gillingham étudie à la Little Falls High School de Little Falls dans le Minnesota.

## Carrière

### Université
De 1962 à 1965, il joue pour l'équipe de football américain de l'université du Minnesota, les Golden Gophers. Après avoir commencé comme fullback, il se spécialise dans les postes des deux lignes et devient offensive tackle et defensive tackle.

### Professionnel
Non sélectionné lors de la draft de l'AFL de 1966, il est cependant choisi par les Packers de Green Bay au premier tour de la draft 1966 de la NFL au treizième choix. Remplaçant de Fuzzy Thurston lors de son année de rookie, il prend le poste de guard titulaire sur le flanc gauche de la ligne offensive, remplaçant Jerry Kramer partant à la retraite, et va se distinguer comme l'un des meilleurs joueurs à son poste avec de multiples sélections au Pro Bowl et dans les équipes All-Pro. Gillingham remporte d'ailleurs les deux premiers Super Bowl avec les Packers. Il reçoit le tout premier Forrest Gregg NFL Lineman of the Year award en 1970, récompensant le meilleur joueur de ligne en NFL.
Cinq jours avant le début de la saison 1972, l'entraîneur Dan Devine décide de changer Gillingham de poste, le plaçant comme defensive tackle Après deux matchs, l'ancien Golden Gophers se blesse au genou droit et déclare forfait pour le reste de la saison, subissant deux interventions chirurgicales en deux ans. Cette blessure handicapera Gillingham pendant le reste de sa carrière. En 1975, Bart Starr remplace Devine comme entraîneur mais Gillingham n'est pas convaincu par le niveau de l'équipe et la qualité du staff technique et demande à être échangé. Devant le refus de Starr, le guard prend sa retraite et ne dispute aucun match de la saison 1975 avant de sortir de cette même retraite en 1976 et de jouer sa dernière saison chez les professionnels.